# カリンガ文字
カリンガ文字は、ブラーフミー文字から派生した文字のひとつで、現在のインドオリッサ州周辺にあったカリンガ国において、古代のドラヴィダ語族の言語の一種を表記するために用いられていた。
12世紀には既に用いられなくなっており、ベンガル文字の類のブラーフミー系文字が代わって使われ、カリンガ文字と混交して現在のオリヤー文字となったと考えられている。

## 参照
1. ↑   Ancient Kalinga script